# اکتشاف (مجموعه جعبه‌ای)
| بررسی انتقادی | بررسی انتقادی    |
| منبع          | رتبه‌بندی         |
| ------------- | ---------------- |
| آل میوزیک     | [ ۱ ]            |
| بی‌بی‌سی میوزیک | امتیازی داده نشد |

اکتشاف (به انگلیسی: Discovery) یک مجموعه جعبه‌ای از مجموعه آلبوم‌های استودیویی گروه پینک فلوید می‌باشد که در ۲۶ سپتامبر ۲۰۱۱ منتشر شد. در این مجموعه هر ۱۴ آلبوم استودیویی به صورت ریمسترشده (توسط جیمز گاتری) قرار دارد. علاوه بر آلبوم‌ها شامل یک کتابچهٔ ۶۰صفحه‌ای هم می‌باشد که در آن طرح‌جلدهای آلبوم قرار دارد.

## لیست آلبوم‌ها
1. نی‌زن بر دروازه‌های سپیده‌دم
2. یک نعلبکی رمز و راز
3. موسیقی متن فیلم بیشتر
4. اوماگوما
5. مادر قلب‌اتمی
6. فضولی
7. تیره و تار در پشت ابر
8. نیمه تاریک ماه
9. کاش اینجا بودی
10. جانوران
11. دیوار
12. برش نهایی
13. لغزش آنی در عقل
14. زنگ دسته‌بندی